# Tallmossen

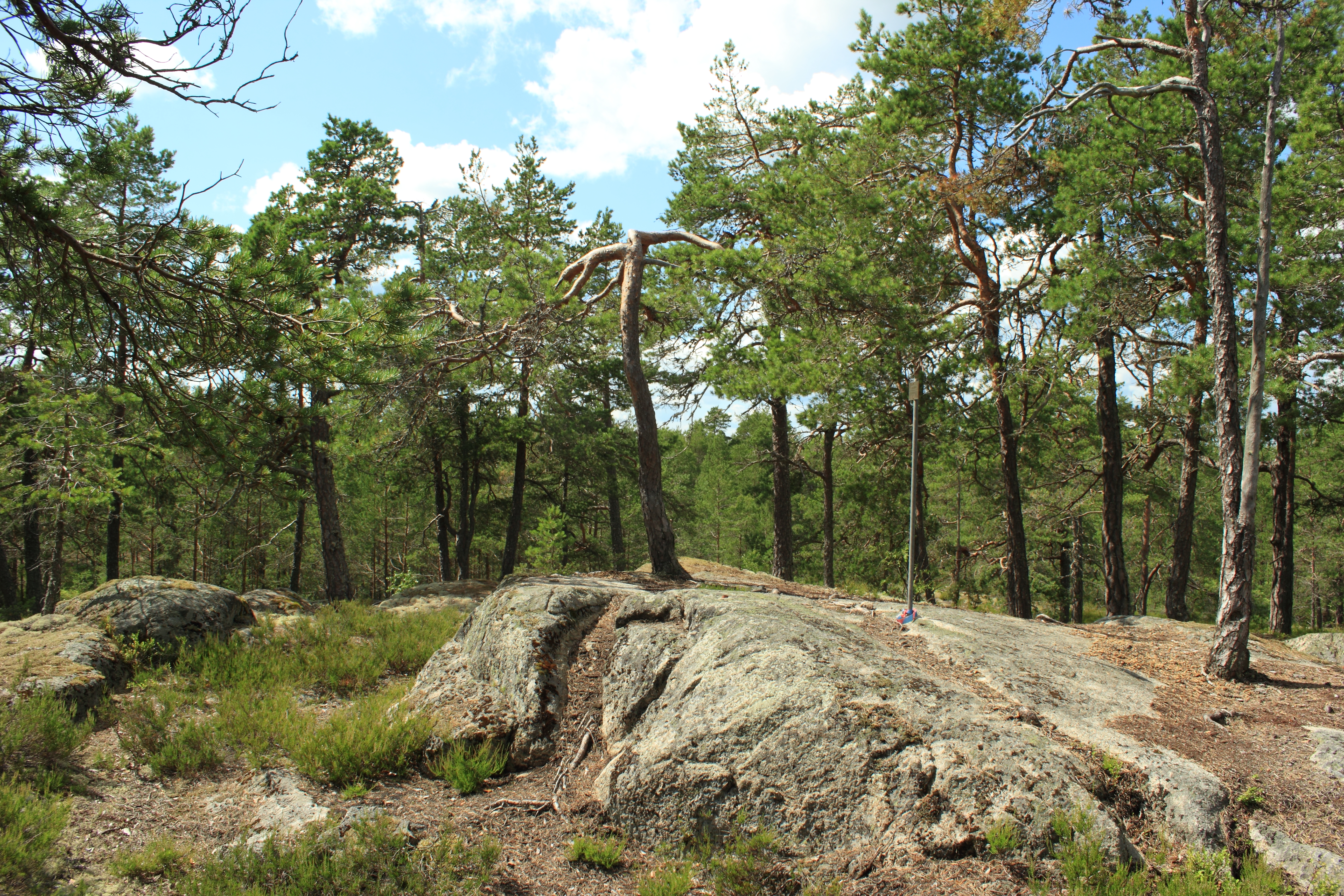
Upplands högsta punkt

Tallmossen är en mosse, belägen söder om sjön Tarmlången i Heby kommun. Väster om mossen finns ett skogsområde, där man finner Upplands högsta punkt, 118 meter över havet. Denna höjd kallas ibland Upplandsberget, men det namnet finns inte på kartan.